# Pavillon Populaire

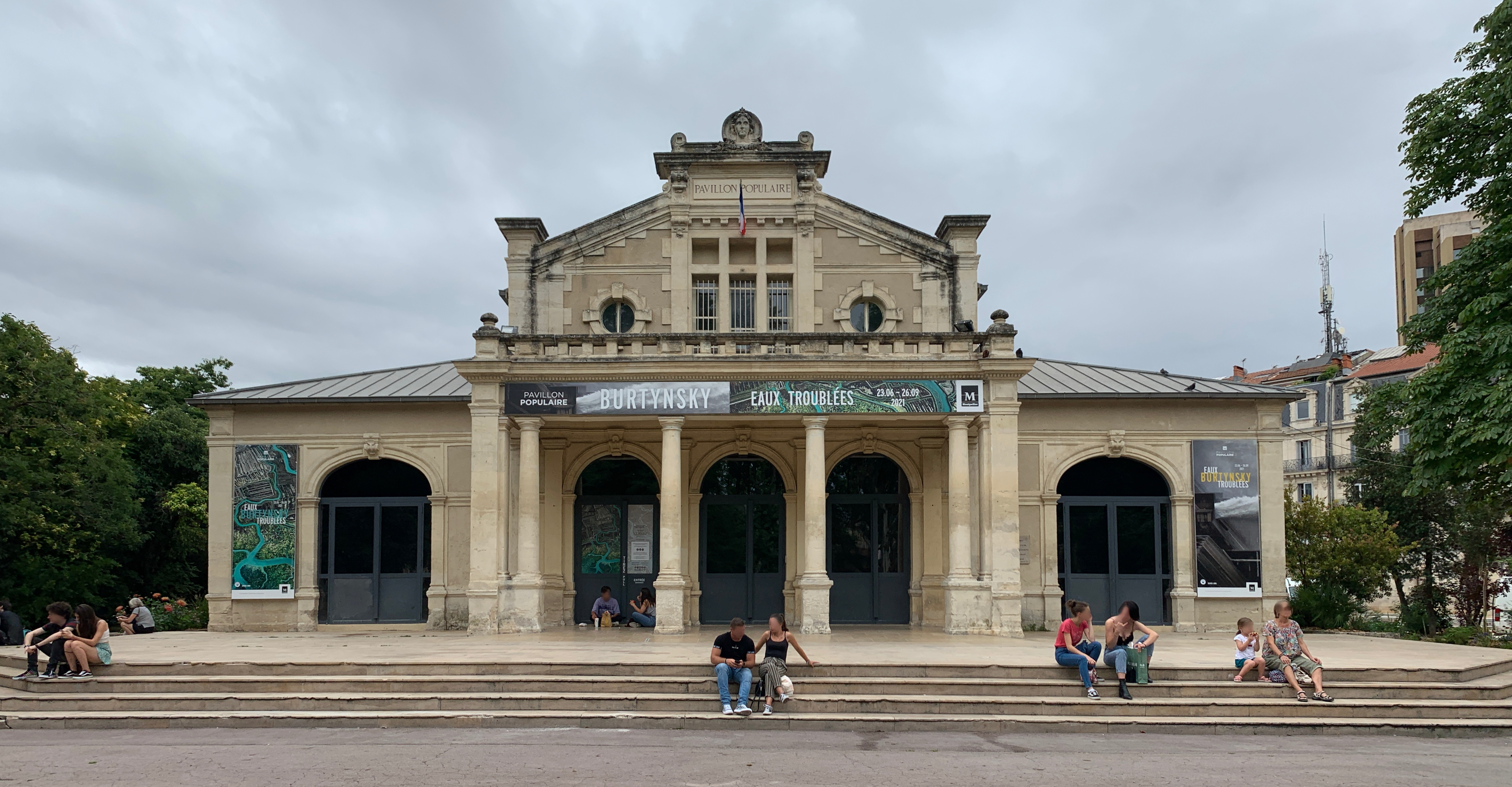
Pavillon Populaire

Der Pavillon Populaire ist ein Ausstellungsgebäude in Montpellier im französischen Département Hérault.

## Geschichte
Der an der Esplanade Charles de Gaulle gelegene Bau im Stil der Neorenaissance wurde 1891 nach einem Entwurf des Architekten Léopold Carlier errichtet. Er diente zunächst als Domizil des Cercle des étudiants der Universität Montpellier und umfasste einen Ballsaal, Büros, Bibliothek und Konferenzraum, Turn- und Hydrotherapieräume sowie ein Billardzimmer. Als der Cercle des étudiants 1905 in finanzielle Schwierigkeiten geriet, wurde das Gebäude der Stadt Montpellier überlassen. Bei einer großen Winzerdemonstration im Juni 1907 wurde es erheblich beschädigt. 1968 stand das Gebäude erneut im Zentrum einer Winzerdemonstration und wurde von 3000 Demonstranten aus der ganzen Region besetzt. Am 2. Februar 1971 erklärten es die Bürgermeister aus Weinbauorten der Region zum Rathaus des Départements Hérault. Seit 2004 erinnert eine Gedenktafel an dieses Ereignis.
Der Pavillon Populaire war bis in die 1980er Jahre das Zentrum der wichtigsten Volksfeste der Stadt. 1991 wurde er im Innern nach Plänen des Pariser Architekten François Pin renoviert und dabei der zentrale Raum von trennenden Wänden befreit. Genutzt wurde er seither für Wechselausstellungen des Musée Fabre und mit einer Retrospektive für Frédéric Bazille eröffnet.
1993 übernahm die Fotogalerie Espace Photo Angle den Pavillon des Fabre-Museums anlässlich einer Ausstellung von Picasso-Lithografien. Seit 2001 ist der Pavillon für die Öffentlichkeit kostenlos zugänglich. Er veranstaltet durchschnittlich drei Fotoausstellungen pro Jahr.